# Lijst van voetbalinterlands Nederland - Slowakije (vrouwen)
Deze lijst van voetbalinterlands is een overzicht van alle voetbalwedstrijden tussen de nationale vrouwenteams van Nederland en Slowakije. Nederland en Slowakije hebben vier keer tegen elkaar gespeeld. De eerste wedstrijd was op 27 maart 2010 in Almelo. 

## Wedstrijden
| № | Plaats     | Datum            | Competitie           | Wedstrijd             | Uitslag |
| - | ---------- | ---------------- | -------------------- | --------------------- | ------- |
| 1 | Almelo     | 27 maart 2010    | WK 2011 kwalificatie | Nederland − Slowakije | 2 − 0   |
| 2 | Senec      | 1 april 2010     | WK 2011 kwalificatie | Slowakije − Nederland | 0 − 1   |
| 3 | Senec      | 24 november 2017 | WK 2019 kwalificatie | Slowakije − Nederland | 0 − 5   |
| 4 | Heerenveen | 12 juni 2018     | WK 2019 kwalificatie | Nederland − Slowakije | 1 − 0   |

## Samenvatting
| Competitie      | Totaal gespeeld | Winst Nederland | Gelijk | Winst Slowakije | Doelsaldo Nederland – Slowakije |
| --------------- | --------------- | --------------- | ------ | --------------- | ------------------------------- |
| WK-kwalificatie | 4               | 4               | 0      | 0               | 9 − 0                           |
| Totaal          | 4               | 4               | 0      | 0               | 9 − 0                           |